# Bengt Strömgren

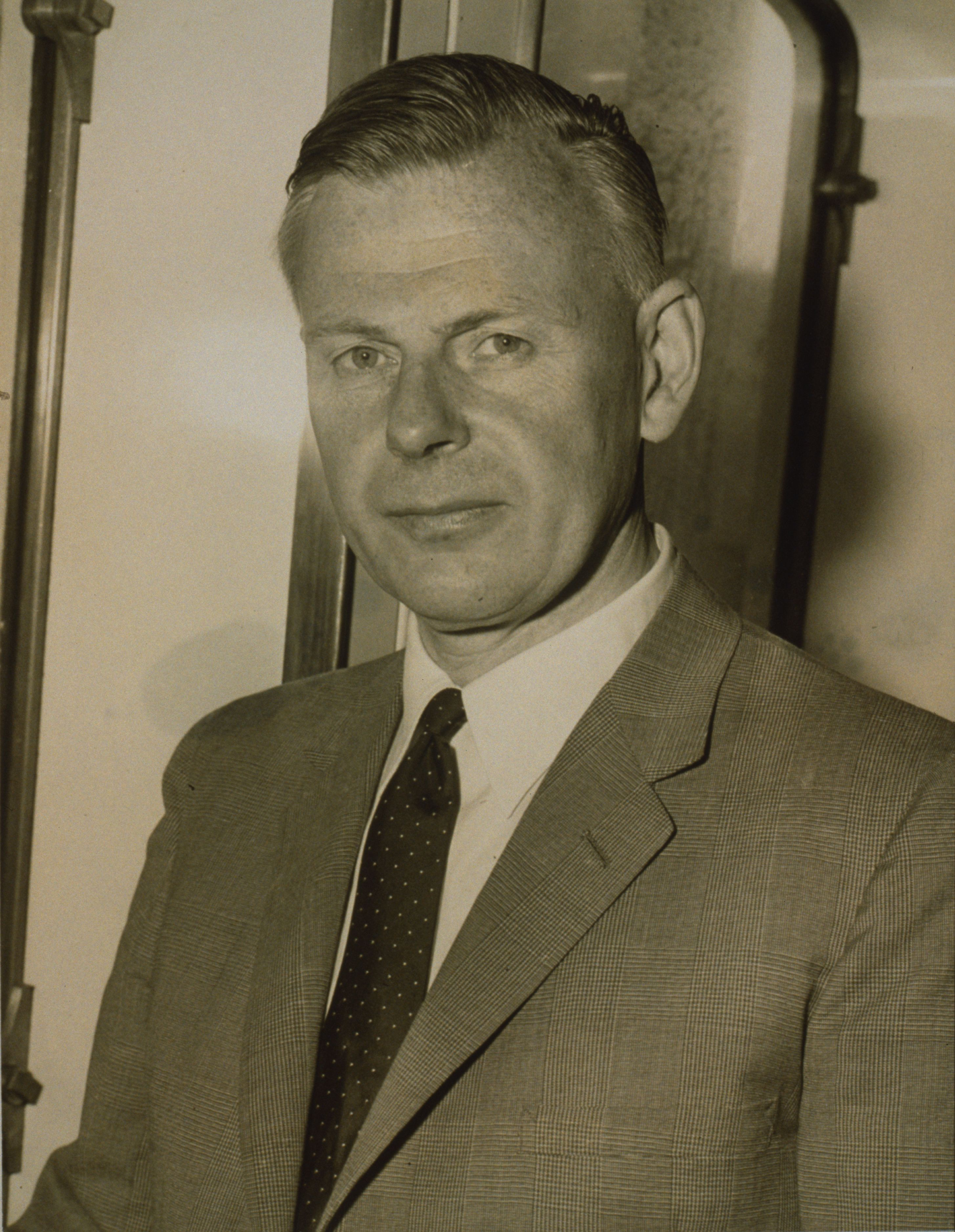
Bengt Strömgren, 1957

Bengt Georg Daniel Strömgren (* 21. Januar 1908 in Göteborg, Schweden; † 4. Juli 1987) war ein dänischer Astronom und Astrophysiker.

## Werdegang
Seine Eltern waren Hedvig Lidforss Strömgren und Svante Elis Strömgren, der Professor für Astronomie an der Universität Kopenhagen und Direktor der Sternwarte in Kopenhagen war.
Schon als Jugendlicher befasste Bengt Strömgren sich mit astronomischen und physikalischen Themen; auch sammelte er Erfahrungen in der sich entwickelnden Quantenmechanik am nahegelegenen Niels-Bohr-Institut für theoretische Physik. Er studierte an der Universität Kopenhagen, 1929 schloss er dort seine Doktorarbeit zu einem Thema aus der Himmelsmechanik ab. Strömgrens Interessen lagen in der Verbindung astronomischer Beobachtung und mathematisch-physikalischer Theorie – mit einem Schwerpunkt auf sorgfältiger numerischer Analyse.
1936 begann er einen Aufenthalt an der University of Chicago und dem Yerkes-Observatorium in den USA, kehrte dann aber 1938 nach Dänemark zurück, wo er eine Professur für Astronomie an der Universität Kopenhagen übernahm und 1940 Nachfolger seines Vaters als Leiter der Kopenhagener Sternwarte wurde. Aufgrund zu geringer staatlicher Fördermittel verließ Bengt Strömgren 1951 Dänemark und wurde Direktor des Yerkes-Observatoriums und des McDonald-Observatoriums. Sechs Jahre später, 1957, wurde er zum leitenden Professor der theoretischen Astrophysik am Institute for Advanced Study in Princeton berufen, wo er Albert Einsteins Büro übernahm. 1967 kehrte er nach Dänemark zurück, wo er mehrere Jahre Direktor von Nordita war. Strömgren war von 1948 bis 1955 Generalsekretär der Internationalen Astronomischen Union und von 1970 bis 1973 ihr Präsident.
Bengt Strömgren lieferte unschätzbare Beiträge zur Astrophysik. So hat er die chemische (atomare) Zusammensetzung von Sternen genauer bestimmt, die stark von vorhergehenden Schätzungen abwich. Er untersuchte die Physik der nach ihm benannten Strömgren-Sphäre, das H-II-Gebiet um einen heißen Stern, in dem aller Wasserstoff in ionisierter Form vorliegt. Er entwickelte ein photometrisches System, das durch geschickte Wahl seiner vier Bänder und des Hβ-Index die Bestimmung vieler Eigenschaften heißer Sterne allein aus dieser relativ einfach zu messenden Photometrie erlaubt.

## Auszeichnungen
1951 wurde Strömgren in die Königlich Niederländische Akademie der Wissenschaften, 1955 in die American Academy of Arts and Sciences, 1971 in die National Academy of Sciences und 1973 in die American Philosophical Society gewählt. Seit 1969 war er korrespondierendes Mitglied der Académie des sciences. 1974 wurde er zum Mitglied der Leopoldina gewählt.

### Namensehrungen
- (1846) Bengt,  ein Asteroid des Hauptgürtels
- Strömgren-Sphäre
- Strömgren-Photometrie, damals neuartige photoelektrische Vierfarben-Photometrie

### Sonstige Auszeichnungen
- 1959 Bruce Medal
- 1962 Goldmedaille der Royal Astronomical Society
- 1965 Henry Norris Russell Lectureship
- 1969 Karl-Schwarzschild-Medaille